# Ixodes murreleti
Ixodes murreleti är en fästingart som beskrevs av Cooley och Glen M. Kohls 1945. Ixodes murreleti ingår i släktet Ixodes och familjen hårda fästingar. Inga underarter finns listade i Catalogue of Life.